# Desa Kertomulyo (administrativ by i Indonesien, lat -6,63, long 111,10)
Desa Kertomulyo är en administrativ by i Indonesien.   Den ligger i provinsen Jawa Tengah, i den västra delen av landet, 500 km öster om huvudstaden Jakarta.